# Ringbindung

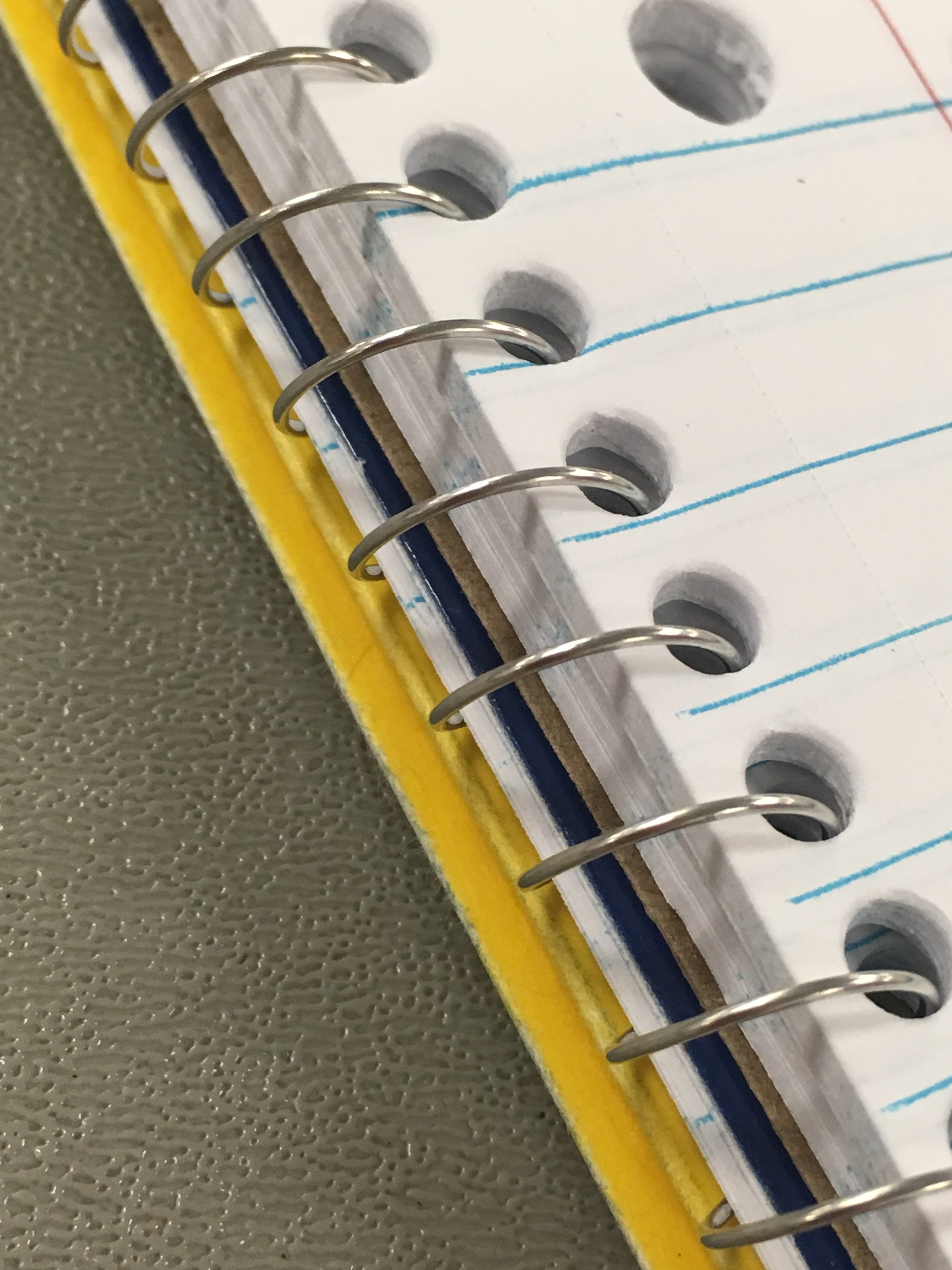
Notizblock mit Spiralbindung aus Metalldraht

Die Ringbindung oder Spiralbindung ist eine Buch- und Blattbindeart, die beispielsweise bei technischen Anleitungen oder Notizblöcken Verwendung findet. Eine Spirale aus Metalldraht oder Kunststoff verläuft durch die am Rand gelochten Blätter und windet sich dabei um den Rand.

## Technik
Je nach Buch- oder Blockstärke kommen unterschiedliche Spiraldurchmesser zum Einsatz. Die Spirale, bei der es sich eigentlich um eine Helix handelt, wird in einer Schraubenlinie durch die Löcher durch- und um den Rand zum folgenden Loch hingeführt. Anfang und Ende müssen verbogen bzw. verformt werden, damit die Spirale beim Gebrauch nicht wandert. Es werden Spiralen aus Metalldraht oder Kunststoff verwendet.

## Abgrenzung zu anderen Bindungen
Umgangssprachlich werden auch andere Bindungen als Ringbindung und Spiralbindung bezeichnet, bei denen keine Spirale bzw. Helix zum Einsatz kommt. Dazu gehören die Drahtkammbindung und die Plastikkammbindung.
Bei der Spiralbindung handelt es sich um eine einfache und preisgünstige Bindungsart. Sie bietet ein sehr flaches Aufschlagsverhalten und ermöglicht im Gegensatz zu den meisten anderen ein Umschlagen der Blätter um 360°. Bei Verwendung von Metalldraht ist sie auch ziemlich robust gegen grobe Behandlung, weshalb sie für technische Anleitungen und College-Blöcke bestens geeignet ist. Im Fall des Umschlagens um 360° verschiebt sich allerdings die Oberkante des Deckblattes zum Endblatt um etwa eine Windung der Spirale. Daher kommt bei höherwertigen Präsentationen eher die weniger robuste Drahtkammbindung zum Einsatz.
Durch die Spirale ist das Buch bzw. der Block am Rücken mitunter deutlich dicker, was sowohl in einem etwaigen Auslieferungsstapel als auch im Bücherregal ungünstig ist.